# Махросенко, Захар Сергеевич
Захар Сергеевич Махросенко (бел. Захар Сяргеевіч Махросенка; род. 10 октября 1991) — белорусский легкоатлет, специалист по метанию молота. Выступает за сборную Белоруссии по лёгкой атлетике с 2013 года, чемпион Европы среди молодёжи, победитель и призёр первенств национального значения, участник чемпионатов мира 2017 года в Лондоне и 2019 года в Дохе. Мастер спорта Республики Беларусь международного класса.

## Биография
Захар Махросенко родился 10 октября 1991 года.
Занимался лёгкой атлетикой в СДЮШОР ОО Дубровенского Райисполкома и в Республиканском центре олимпийской подготовки, был подопечным тренеров В. И. Барсукова, И. С. Большаковой, В. А. Одесникова, К. В. Астапковича. На соревнованиях представлял Министерство спорта и туризма Республики Беларусь, выступал за Минскую и Витебскую области.
Впервые заявил о себе на международном уровне в сезоне 2013 года, когда вошёл в состав белорусской национальной сборной и выступил на Кубке Европы по зимним метаниям в Кастельоне, где в зачёте метания молота стал пятым. Позднее на молодёжном европейском первенстве в Тампере с результатом 74,63 превзошёл всех соперников и завоевал золотую медаль.
В 2016 году стал бронзовым призёром на чемпионате Белоруссии в Гродно, одержал победу на турнире в Жировичах, установив при этом свой личный рекорд — 77,41 метра.
В 2017 году победил на чемпионате Белоруссии в Гродно, удостоился права защищать честь страны на чемпионате мира в Лондоне — на предварительном квалификационном этапе показал результат 72,58 метра, чего оказалось недостаточно для выхода в финал.
В 2019 году выступил на Кубке Европы по метаниям в Шаморине, принимал участие в чемпионате мира в Дохе — здесь метнул молот на 74,80 метра и вновь в финал не вышел.
За выдающиеся спортивные достижения удостоен почётного звания «Мастер спорта Республики Беларусь международного класса».